# Ponte Giorgini
Il ponte Giorgini è un ponte di Castiglione della Pescaia, in provincia di Grosseto.

## Storia
Il ponte, costruito sul fiume Bruna di Castiglione della Pescaia e ideato da Gaetano Giorgini, fu la prima opera di bonifica avviata sotto Leopoldo II di Lorena in Maremma. L'idea di costruire il ponte munito di tre cateratte a bilico aveva la funzione di evitare che le acque dolci del fiume Bruna e quelle salate del mare si mescolassero. Poiché il Giorgini era convinto che la "miscela" delle due acque fosse la causa principale della malaria, nel 1827, studiò un sistema di separazione dei due flussi acquiferi e inaugurò l'opera nel 1828. Nel 1898, quando si poté accertare con sicurezza che la causa della malaria era dovuta alle anofele, cadde anche la credenza popolare che la malattia provenisse dal pattume vegetale palustre.

## Descrizione
Il ponte era lungo 26 metri, largo 12 e alto 9. Era costituito da due spalle laterali, tre archi a tutto sesto e due piloni ed era dotato di tre cateratte a bilico, ciascuna dotata di due portoni costituiti da un telaio di ferro rivestito di legno di quercia. I portoni, che ruotavano su un perno di ferro, venivano chiusi a mano, oppure automaticamente dalla forza della corrente dell'alta marea, impedendo all'acqua di mare di entrare nel padule, mentre venivano invece aperti, durante la bassa marea, dalla forza delle acque del lago che così venivano scaricate in mare.
Il ponte si trova oggi a sostegno del moderno ponte, costruito nel 1930 ad opera del Consorzio Bonifica Grossetano.